# Ulf Abrahamson

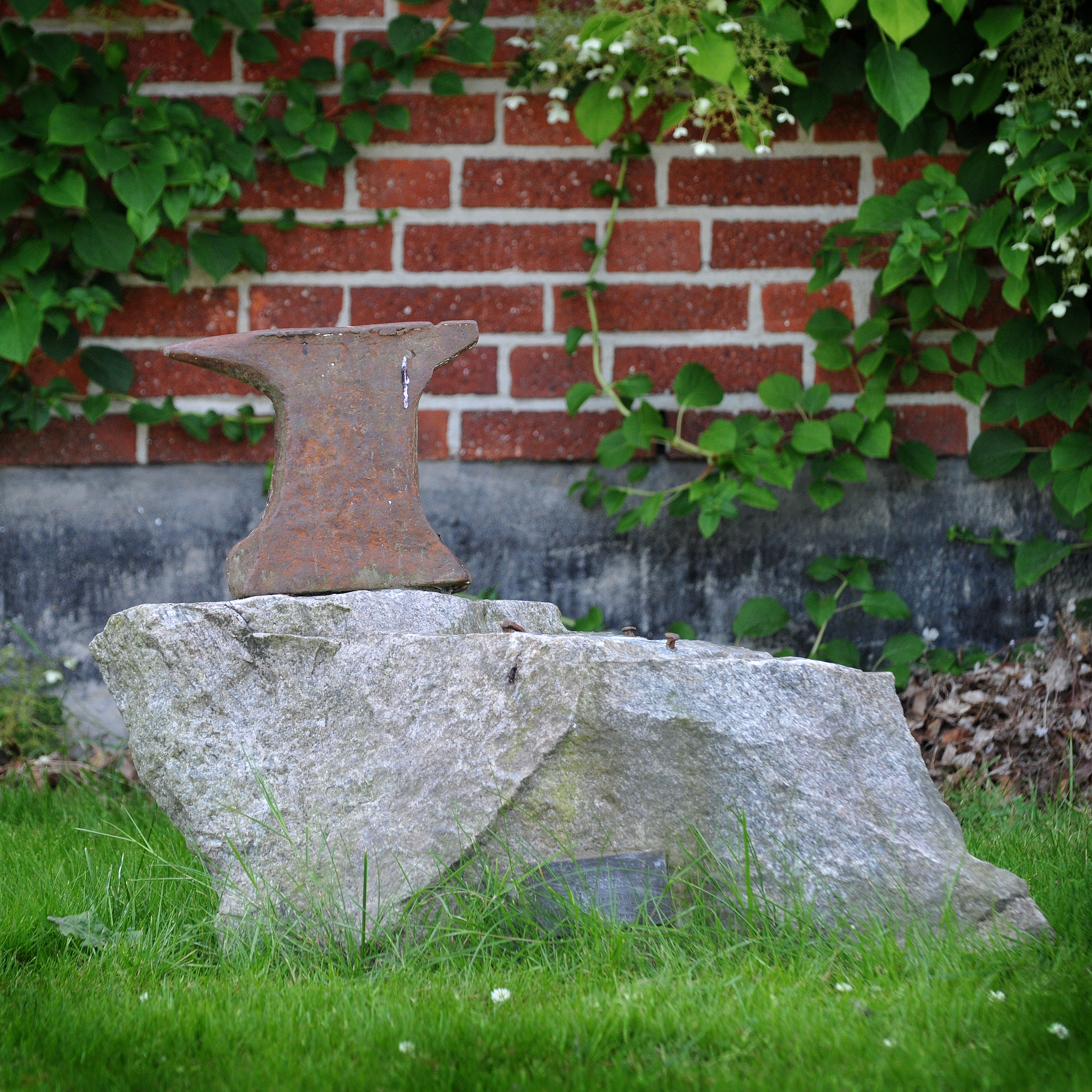
Skulpturen Teori – praktik – estetik, utförd av Ulf Abrahamson och placerad utanför Gripenskolan i Nyköping.

Ulf Abrahamson, född 27 november 1932 i Stockholm, är en svensk målare och tecknare.
Abrahamson är som konstnär autodidakt. Hans konst består av stilleben och landskap i en finstämd kolorit med lyriska undertoner. Bland hans offentliga arbeten märks en väggmålning och skulpturen Teori – praktik – estetik i Nyköpings kommun. Han genomförde en retrospektiv utställning på Galleri Fiskhuset i Nyköping 2015.